# 15. listopada
15. listopada (15. 10.) 288. je dan godine po gregorijanskom kalendaru (289. u prijestupnoj godini).
Do kraja godine ima još 77 dana.

## Događaji
- 533. – rimski vojskovođa Belizar osvaja Kartagu i ukida Vandalsko kraljevstvo.
- 1552. – Ivan Grozni anektira Kazanjski Kanat.
- 1894. – Francuski časnik Alfred Dreyfus uhićen je zbog uhođenja, čime je počela Dreyfusova afera.
- 1917. – pogubljena je Mata Hari
- 1991. – Velikosrpski agresori su u sklopu Operacije Labrador pokušali podvaliti Hrvatskoj miniranjem zagrebačke sinagoge, no hrvatske su ih službe otkrile pa su akteri morali pobjeći u Srbiju.[1]

| - 1809. – Aleksej Kolcov, ruski pjesnik († 1842.) - 1814. – Mihail Jurjevič Ljermontov, ruski pjesnik († 1841.) - 1844. – Friedrich Nietzsche, njemački filozof, pjesnik i klasični filolog († 1900.) - 1901. – Juraj Neidhardt, hrvatski arhitekt († 1979.) - 1920. – Mario Puzo, američki književnik († 1999.) - 1926. – Michel Foucault, francuski filozof († 1984.) - 1935. – Bobby Morrow, američki atletičar († 2020.) - 1965. – Aziz Hasanović, predsjednik Mešihata Islamske zajednice u Hrvatskoj i zagrebački muftija - 1970. – Pernilla Wiberg, švedska alpska skijašica - 1971. – Niko Kovač, hrvatski nogometaš, nogometni trener i izbornik - 1978. – Boško Balaban, hrvatski nogometaš - 1987. – Ott Tänak, estonski reli vozač - 1989. – Alen Pamić, hrvatski nogometaš († 2013.) - 2002. – Veldin Hodža, kosovsko-hrvatski nogometaš | - 412. – Teofil I. Aleksandrijski, aleksandrijski papa (* 385.) - 1242. – Hedviga Šleska, poljska grofica, redovnica i svetica (* 1174.) - 1564. – Andreas Vesalius, flamanski liječnik (* 1514.) - 1817. – Tadeuš Košćuško, poljsko-litavski vojskovođa (* 1746.) - 1989. – Danilo Kiš, srpski književnik (* 1935.) - 2010. – Mildred Fay Jefferson, američka kirurginja i biologinja (* 1927.) |

## Blagdani i spomendani
- Svjetski dan seoskih žena
- Dan bijelog štapa u Hrvatskoj
- Međunarodni dan sjećanja na bebe anđele